# 4911 Rosenzweig
4911 Rosenzweig è un asteroide della fascia principale del diametro medio di circa 14,6 km. Scoperto nel 1953, presenta un'orbita caratterizzata da un semiasse maggiore pari a 2,6369217 UA e da un'eccentricità di 0,1800729, inclinata di 13,03191° rispetto all'eclittica.